# Min smukke nabo
|  | Denne artikel er oprettet af botten PalnaBot ud fra en ekstern database. Den kan derfor have sproglige fejl eller mangler. Denne skabelon kan fjernes efter kontrol af indholdet. |

Min smukke nabo er en kortfilm instrueret af Amir Rezazadeh efter manuskript af Amir Rezazadeh.

## Handling
I den moderne storby lever mennesker side om side, men alligevel i vidt forskellige verdener. Anis er en ung indvandrerpige, der isolerer sig på sit værelse. I en oplyst stue overfor sidder hver aften en ung, lys pige og spiller på cello. Anis bliver fascineret af pigen med celloen og en aften ringer Anis til hende og beder hende spille, så hun kan høre musikken gennem telefonen.